# ヒルブロウ
座標: 南緯26度11分20秒 東経28度2分57秒 / 南緯26.18889度 東経28.04917度

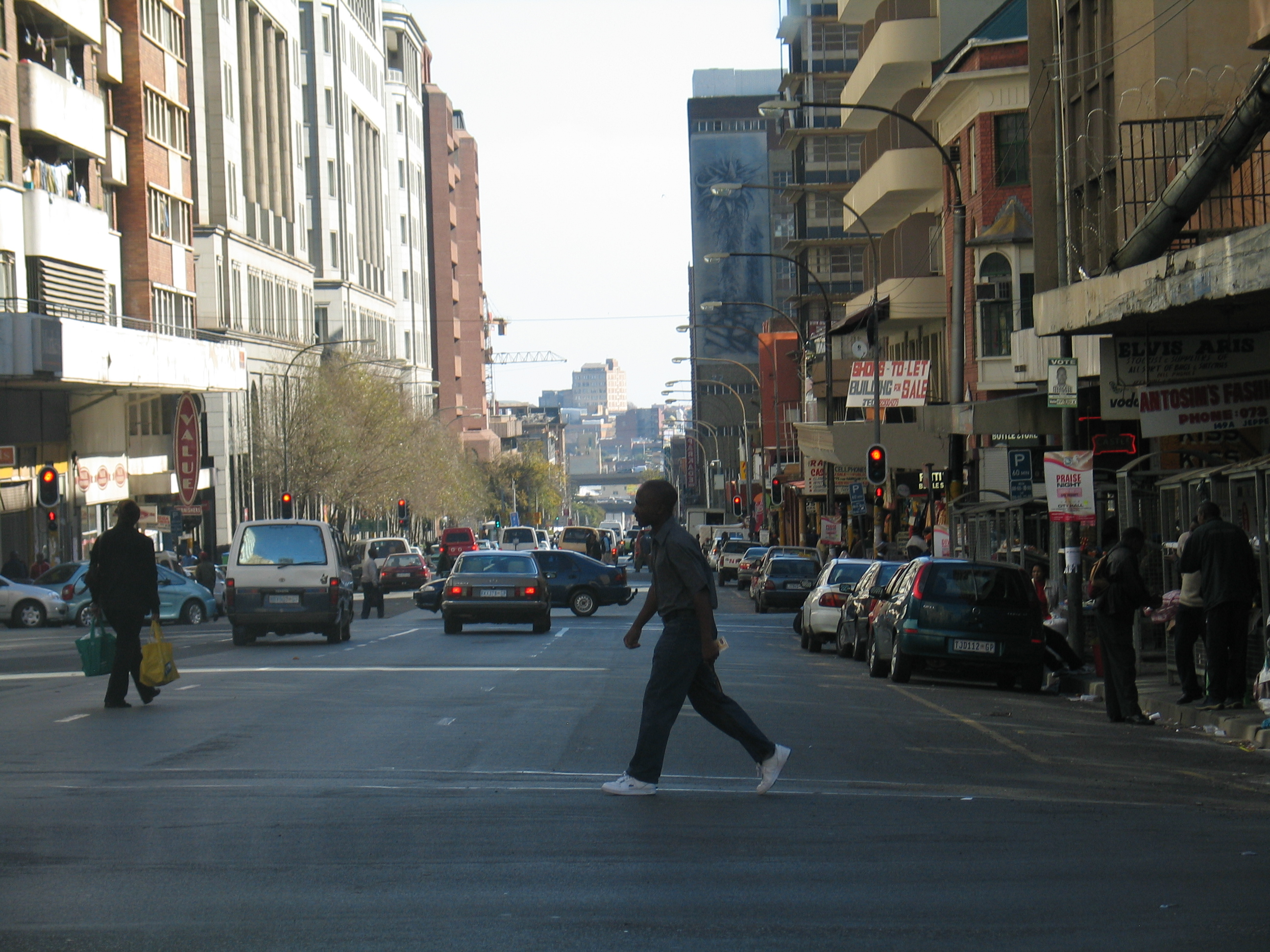
ヒルブロウ地区

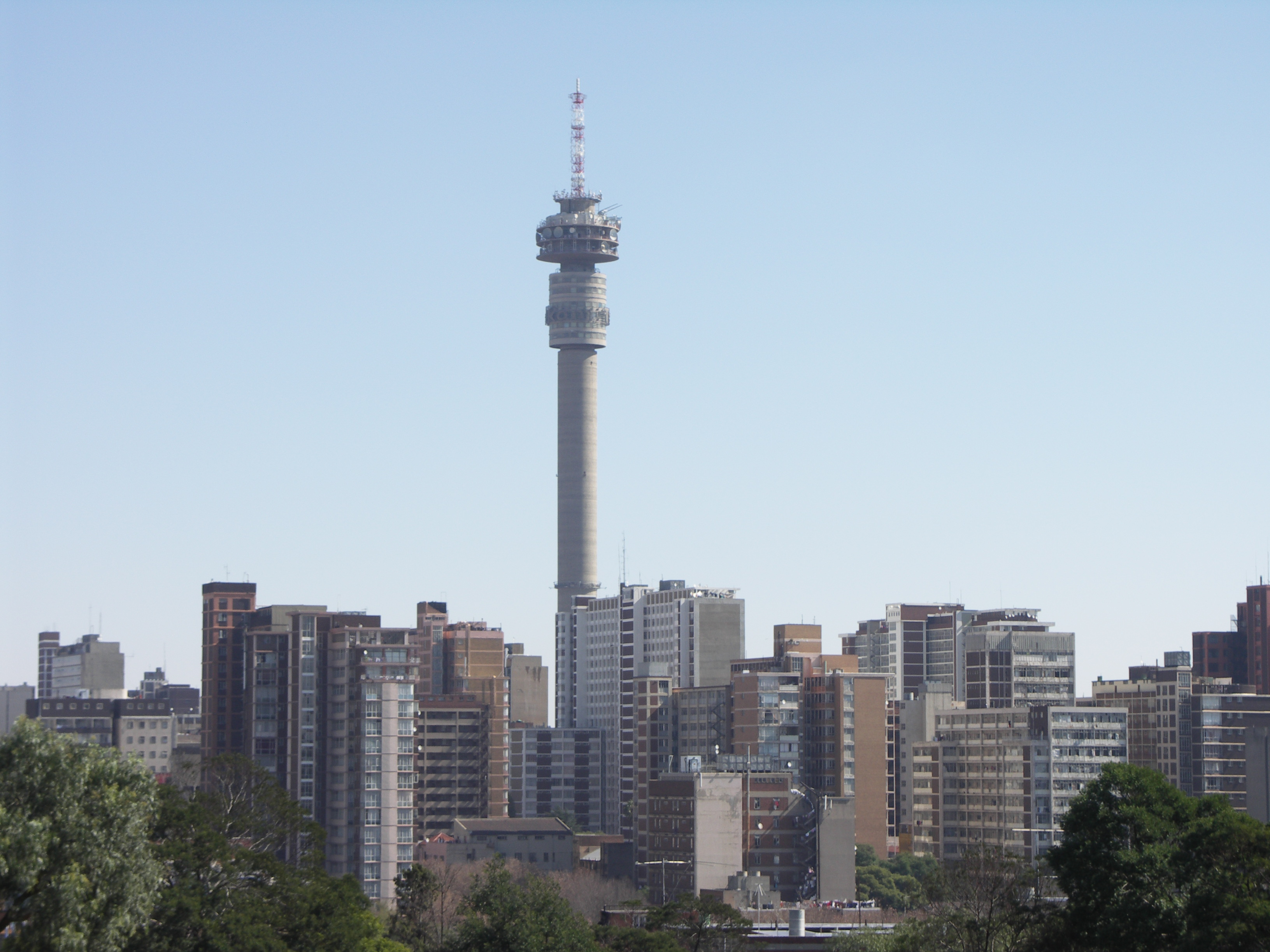
ヒルブロウ・タワー

ヒルブロウ（英語: Hillbrow）は、南アフリカ共和国ハウテン州ヨハネスブルグ市都市圏F区インナーシティにある地区。

## 概要
ヨハネスブルグの中心部の丘陵地に位置し、地区西部のコンスティチューションヒルには憲法裁判所が設置されている。

## 歴史
アパルトヘイト時代において、ヨハネスブルグの中心地として繁栄していた。
1970年代までは白人居住地区であり、有色人種の居住は認められていなかった。
アパルトヘイト廃止以降、無職のアフリカ系住民やギャングの本拠地となり治安が極度に悪化しており、ヨハネスブルグ市都市圏内の危険地帯のひとつと言われる。

## 人口動態
2001年の人口調査によるとヒルブロウの人口は4万9605人、人口密度は7万2949人/km2である。

### 人種構成
黒人が95.63%と最も多い。以下、カラード(2.53%)、白人(1.46%)、アジア人、インド人(0.38%)と続く。

### 言語
第一言語として最も話されている言語がズールー語で43.8%。以下、北ソト語(10.8%)、コサ語(8.8%)、ツワナ語(6.9%)、英語(5.7%)、ヴェンダ語(4.8%)、南ンデベレ語(4.7%)、ソト語(4.7%)、ツォンガ語(2.2%)、アフリカーンス語(1.2%)、スワジ語(1.2%)、その他の言語が2.9%である。

## 観光
- ヒルブロウ・タワー
- ポンテシティアパート